# Brockenhurst
Brockenhurst è un paese dell'Hampshire, in Inghilterra.